# صالح الغدوني
صالح الغدوني (مواليد 11 أغسطس 1994) هو لاعب كرة قدم سعودي .

## مسيرة اللاعب
مثل سابقاً نادي التعاون و نادي النجمة .